# Цервикальный канал
Цервика́льный кана́л (лат. Canalis cervicis uteri) — канал шейки матки, соединяющий полость матки и влагалище. Имеет веретеновидную форму, наружный и внутренний зевы. Слизистая цервикального канала выстлана цилиндрическим эпителием, способным продуцировать слизь. Ранее считалось, что эндоцервикс вмещает в себе железистый эпителий, однако это не подтвердилось.
Цервикальный канал заполняет цервикальная слизь — гидрогель, образующий «пробку» в шейке матки, состоящий из гликопротеинов. Имеет пористую структуру. Размер пор и вязкость слизи зависит от уровня гормонов. К моменту овуляции размер пор увеличивается и уменьшается вязкость, что способствует прохождению сперматозоидов. Ток слизи, направленный наружу из канала и более выраженный по периферии, способствует «фильтрации» полноценных сперматозоидов.

## Значение
Цервикальный канал — часть мочеполовой системы женщины. Через него во влагалище выходят менструальные выделения, в матку проникают сперматозоиды после полового акта, во время родов или выкидыша плод и плацента выходят из матки.
Через цервикальный канал также проникают в матку патогенные микроорганизмы.
Перед родами цервикальный канал расширяется (шейка матки раскрывается), причём у первородящих сначала увеличивается внутренний зев, и цервикальный канал во время раскрытия представляет собой конус вершиной наружу (вниз). У повторнородящих раскрытие внутреннего и наружного зева происходит одновременно.
В целях диагностики состояния матки и плода через цервикальный канал в полость матки вводят зонд при внутренней гистерографии, миниатюрную радиостанцию при радиотелеметрии и др.

## Патологии
Аномалии развития:
- Гинатрезия (заращение).
- Раздвоение.
- Непроходимость.
- Истмико-цервикальная недостаточность. При ней мягкость тканей шейки матки и раскрытый зев цервикального канала или зияние всего канала приводят к выкидышу на 20−22 неделе беременности. Лечится оперативно с 1955 года, эффективность оперативного лечения 94 %.[3]